# Laoski jezik
Laoski jezik ili lao, laoški jezik (ISO 639-3: lao; istočni thai, lào, lao kao, lao wiang, lao-lum, lao-noi, lao-tai, laotian, laotian tai, lum lao, phou lao, rong kong, tai lao), tajski (tai-kadai) jezik uže jugozapadne tai skupine, kojim govori oko 3 000 000 ljudi u Laosu (1991 UBS) i 17 000 u Kambodži.
Lao je službeni jezik Laosa kojim se uz pripadnike etničke grupe Lao služi i 800 000 ljudi kao drugim jezikom. Postoji više dijalekata: luang prabang, vientiane (wiang jan), savannakhet (suwannakhet), pakse, lao-kao, lao-khrang. 
Ima ih iseljenih po drugim državama: Australija, Kanada, Francuska, Tajland, SAD. Zajedno s jezicima nyaw [nyw], phu thai [pht] i sjeveroistočni thai [tts] čini podskupinu lao-phutai.

## Vanjske poveznice
- Ethnologue (14th)
- Ethnologue (15th)